# 阿克薩科沃
阿克薩科沃（羅馬化：Aksakovo）是保加利亞東北部瓦爾納州阿克薩科沃市鎮的城镇及行政中心。2009年12月，有人口7,897人。阿克薩科沃這個名字首次出現是在17世紀。

## 外部連結
- Aksakovo municipality website （页面存档备份，存于） （保加利亚文）
- Information for all of the villages in Aksakovo municipality （页面存档备份，存于）